# Ciniflella lutea
Ciniflella lutea är en spindelart som beskrevs av Cândido Firmino de Mello-Leitão 1921. 
Ciniflella lutea ingår i släktet Ciniflella och familjen mörkerspindlar. Inga underarter finns listade i Catalogue of Life.